# Грб Палауа
Грб Палауа је званични хералдички симбол пацифичке државе Републике Палау. Грб државе је у ствари грб Палауанског државног конгреса. 
Сличан је претходном грбу Старатељског подручја Пацифичких Острва, те представља традиционални центар за састанке. Око грба су натписи Olbiil era kelulau и Republic of Palau, што значи Република Палау, на палауском и енглеском.